# Kessleria fasciapennella
Kessleria fasciapennella es una especie de polilla del género Kessleria, familia Yponomeutidae.
Fue descrita científicamente por Stainton en 1849.